# 31기 아마국수전
31기 아마국수전은 한국기원 소속 아마추어 기사들이 참가하여 동아일보가 주최하는 국내 아마추어 바둑 기전이다. 김찬우 아마 6단이 유재성 아마 5단을 꺾고 우승하며 아마 7단에 승단했다. 

### 참가자격
- 한국기원 소속 아마추어 전문기사

## 본선 대회 결과
- 우승 - 김찬우 아마 6단
- 준우승 - 유재성 아마 5단
- 3위 - 박성균 아마 7단
- 4위 - 조민수 아마 6단

## 특이 사항
김찬우 아마 6단  우승으로 아마 7단 승단, 20회 세계아마추어선수권대회 출전 자격 획득으로 1998년 첫 세계아마선수권대회 우승